# Panorpa cladocerca
Panorpa cladocerca är en näbbsländeart som beskrevs av Navás 1935. Panorpa cladocerca ingår i släktet Panorpa och familjen skorpionsländor. Inga underarter finns listade i Catalogue of Life.